# Золотой глобус (премия, 1986)
43-я церемония вручения наград премии «Золотой глобус»

24 января 1986 года
Лучший фильм (драма): 

«Из Африки»
Лучший фильм (комедия или мюзикл): 

«Честь семьи Прицци»
Лучший драматический сериал: 

«Она написала убийство»
Лучший сериал (комедия или мюзикл): 

«Золотые девочки»
Лучший мини-сериал или фильм на ТВ: 

«Драгоценность в короне»
< 42-я Церемонии вручения 44-я >
43-я церемония вручения наград премии «Золотой глобус» за заслуги в области кинематографа и телевидения за 1985 год состоялась 24 января 1986 года в Beverly Hilton Hotel (Лос-Анджелес, Калифорния, США). Номинанты были объявлены 2 января 1986 г..

## Список лауреатов и номинантов
• Победители выделены отдельным цветом. 

### Игровое кино
Количество наград/номинаций:
- 4/6: «Честь семьи Прицци»
- 3/6: «Из Африки»
- 0/6: «Свидетель»
- 1/5: «Цветы лиловые полей»
- 1/4: «Пурпурная роза Каира»
- 0/4: «Поцелуй женщины-паука» / «Назад в будущее»
- 1/3: «Поезд-беглец»
- 1/2: «Агнесса Божья» / «Белые ночи»
- 0/2: «Кордебалет» / «Дважды в жизни» / «Маска» / «Любовь Мёрфи» / «Год дракона»
- 1/1: «Официальная версия»

| Категории                           | Лауреаты и номинанты | Лауреаты и номинанты                                                     |
| ----------------------------------- | --- | ------------------------------------------------------------------------ |
| Лучший фильм (драма)                | • Из Африки / Out of Africa (Сидни Поллак) | • Из Африки / Out of Africa (Сидни Поллак)                               |
| Лучший фильм (драма)                | • Цветы лиловые полей / The Color Purple (Куинси Джонс) |                                                                          |
| Лучший фильм (драма)                | • Поцелуй женщины-паука / Kiss of the Spider Woman (Дэвид Уайсмен)                                                                                          |                                                                          |
| Лучший фильм (драма)                | • Поезд-беглец / Runaway Train (Йорам Глобус) |                                                                          |
| Лучший фильм (драма)                | • Свидетель / Witness (Эдвард С. Фельдман) |                                                                          |
| Лучший фильм (комедия или мюзикл)   | • Честь семьи Прицци / Prizzi's Honor | • Честь семьи Прицци / Prizzi's Honor                                    |
| Лучший фильм (комедия или мюзикл)   | • Кокон / Cocoon |                                                                          |
| Лучший фильм (комедия или мюзикл)   | • Назад в будущее / Back to the Future |                                                                          |
| Лучший фильм (комедия или мюзикл)   | • Кордебалет / A Chorus Line |                                                                          |
| Лучший фильм (комедия или мюзикл)   | • Пурпурная роза Каира / The Purple Rose of Cairo |                                                                          |
| Лучший режиссёр                     | | • Джон Хьюстон за фильм «Честь семьи Прицци»                             |
| Лучший режиссёр                     | • Ричард Аттенборо — «Кордебалет» |                                                                          |
| Лучший режиссёр                     | • Сидни Поллак — «Из Африки» |                                                                          |
| Лучший режиссёр                     | • Стивен Спилберг — «Цветы лиловые полей» |                                                                          |
| Лучший режиссёр                     | • Питер Уир — «Свидетель» |                                                                          |
| Лучший актёр (драма)                | | • Джон Войт — «Поезд-беглец» (за роль Мэнни)                             |
| Лучший актёр (драма)                | • Харрисон Форд — «Свидетель» (за роль детектива Джона Бука)                                                                                                |                                                                          |
| Лучший актёр (драма)                | • Джин Хэкмен — «Дважды в жизни» (англ.) (за роль Гарри Маккензи)                                                                                           |                                                                          |
| Лучший актёр (драма)                | • Уильям Хёрт — «Поцелуй женщины-паука» (за роль Луиса Молины)                                                                                              |                                                                          |
| Лучший актёр (драма)                | • Рауль Хулия — «Поцелуй женщины-паука» (за роль Валентина Аррегуи)                                                                                         |                                                                          |
| Лучшая актриса (драма)              | Вупи Голдберг | • Вупи Голдберг — «Цветы лиловые полей» (за роль Сели Джонсон)           |
| Лучшая актриса (драма)              | Вупи Голдберг | • Энн Бэнкрофт — «Агнесса Божья» (за роль матери Мириам Рут)             |
| Лучшая актриса (драма)              | Вупи Голдберг | • Шер — «Маска» (за роль Флоренс «Расти» Деннис)                         |
| Лучшая актриса (драма)              | Вупи Голдберг | • Джеральдин Пейдж — «Поездка в Баунтифул» (англ.) (за роль Кэрри Уоттс) |
| Лучшая актриса (драма)              | Вупи Голдберг | • Мерил Стрип — «Из Африки» (за роль Карен Бликсен)                      |
| Лучший актёр (комедия или мюзикл)   | | • Джек Николсон — «Честь семьи Прицци» (за роль Чарли Партанны)          |
| Лучший актёр (комедия или мюзикл)   | • Джефф Дэниэлс — «Пурпурная роза Каира» (за роль Тома Бакстера / Джила Шеперда)                                                                            |                                                                          |
| Лучший актёр (комедия или мюзикл)   | • Гриффин Данн — «После работы» (за роль Пола Хэкетта) |                                                                          |
| Лучший актёр (комедия или мюзикл)   | • Майкл Дж. Фокс — «Назад в будущее» (за роль Марти МакФлая)                                                                                                |                                                                          |
| Лучший актёр (комедия или мюзикл)   | • Джеймс Гарнер — «Любовь Мёрфи» (за роль Мёрфи Джонса) |                                                                          |
| Лучшая актриса (комедия или мюзикл) | | • Кэтлин Тёрнер — «Честь семьи Прицци» (за роль Айрин Уокер)             |
| Лучшая актриса (комедия или мюзикл) | • Розанна Аркетт — «Отчаянно ищу Сьюзен» (за роль Роберты Гласс)                                                                                            |                                                                          |
| Лучшая актриса (комедия или мюзикл) | • Гленн Клоуз — «Макси» (англ.) (за роль Джен / Макси) |                                                                          |
| Лучшая актриса (комедия или мюзикл) | • Миа Фэрроу — «Пурпурная роза Каира» (за роль Сесилии) |                                                                          |
| Лучшая актриса (комедия или мюзикл) | • Салли Филд — «Любовь Мёрфи» (за роль Эммы Мориарти) |                                                                          |
| Лучший актёр второго плана          | | • Клаус Мария Брандауэр — «Из Африки» (за роль Брора фон Бликсена)       |
| Лучший актёр второго плана          | • Джоэл Грей — «Ремо Уильямс: Приключение начинается» (англ.) (за роль Чиуна)                                                                               |                                                                          |
| Лучший актёр второго плана          | • Джон Лоун — «Год дракона» (за роль Джоя Тая) |                                                                          |
| Лучший актёр второго плана          | • Эрик Робертс — «Поезд-беглец» (за роль Бака) |                                                                          |
| Лучший актёр второго плана          | • Эрик Штольц — «Маска» (за роль Роя Л. «Рокки» Денниса) |                                                                          |
| Лучшая актриса второго плана        | | • Мег Тилли — «Агнесса Божья» (за роль сестры Агнессы)                   |
| Лучшая актриса второго плана        | • Сония Брага — «Поцелуй женщины-паука» (за роль Лени Ламаисон / Марты / Женщины-паука)                                                                     |                                                                          |
| Лучшая актриса второго плана        | • Анжелика Хьюстон — «Честь семьи Прицци» (за роль Мэйроуз Прицци)                                                                                          |                                                                          |
| Лучшая актриса второго плана        | • Эми Мэдиган — «Дважды в жизни» (за роль Санни) |                                                                          |
| Лучшая актриса второго плана        | • Келли Макгиллис — «Свидетель» (за роль Рэйчел Лэпп) |                                                                          |
| Лучшая актриса второго плана        | • Опра Уинфри — «Цветы лиловые полей» (за роль Софии) |                                                                          |
| Лучший сценарий                     | | • Вуди Аллен — «Пурпурная роза Каира»                                    |
| Лучший сценарий                     | • Ричард Кондон — «Честь семьи Прицци» |                                                                          |
| Лучший сценарий                     | • Боб Гейл — «Назад в будущее» |                                                                          |
| Лучший сценарий                     | • Уильям Келли — «Свидетель» |                                                                          |
| Лучший сценарий                     | • Курт Людтке — «Из Африки» |                                                                          |
| Лучшая музыка к фильму              | | • Джон Барри — «Из Африки»                                               |
| Лучшая музыка к фильму              | • Мишель Коломбье — «Белые ночи» |                                                                          |
| Лучшая музыка к фильму              | • Морис Жарр — «Свидетель» |                                                                          |
| Лучшая музыка к фильму              | • Куинси Джонс — «Цветы лиловые полей» |                                                                          |
| Лучшая музыка к фильму              | • Дэвид Мэнсфилд — «Год дракона» |                                                                          |
| Лучшая песня                        | • Say You, Say Me — «Белые ночи» — музыка и слова: Лайонел Ричи                                                                                             | • Say You, Say Me — «Белые ночи» — музыка и слова: Лайонел Ричи          |
| Лучшая песня                        | • A View to a Kill — «Вид на убийство» — музыка и слова: Джон Барри, группа Duran Duran (Саймон Ле Бон, Ник Роудс, Энди Тейлор, Джон Тейлор, Роджер Тейлор) |                                                                          |
| Лучшая песня                        | • Rhythm of the Night — «Удар дракона» — музыка и слова: Дайан Уоррен                                                                                       |                                                                          |
| Лучшая песня                        | • The Power of Love — «Назад в будущее» — музыка: Крис Хэйес и Джонни Колла, слова: Хьюи Льюис                                                              |                                                                          |
| Лучшая песня                        | • We Don't Need Another Hero (Thunderdome) — «Безумный Макс 3: Под куполом грома» — музыка и слова: Терри Бриттен, Грэхем Лайл                              |                                                                          |
| Лучший фильм на иностранном языке   | • Официальная версия / La historia oficial (Аргентина) | • Официальная версия / La historia oficial (Аргентина)                   |
| Лучший фильм на иностранном языке   | • Полковник Редль / нем. Oberst Redl / венг. Redl ezredes (Венгрия)                                                                                         |                                                                          |
| Лучший фильм на иностранном языке   | • Ран / 乱 (Япония) |                                                                          |
| Лучший фильм на иностранном языке   | • Папа в командировке / Otac na službenom putu / Отац на службеном путу (Югославия)                                                                         |                                                                          |
| Лучший фильм на иностранном языке   | • Год спокойного солнца / Rok spokojnego słońca (Польша) |                                                                          |

### Телевизионные награды
| Категории                                                               | Лауреаты и номинанты                                                                       | Лауреаты и номинанты                                                                   |
| ----------------------------------------------------------------------- | ------------------------------------------------------------------------------------------ | -------------------------------------------------------------------------------------- |
| Лучший телевизионный сериал (драма)                                     | • Она написала убийство / Murder, She Wrote                                                | • Она написала убийство / Murder, She Wrote                                            |
| Лучший телевизионный сериал (драма)                                     | • Кегни и Лейси / Cagney & Lacey                                                           |                                                                                        |
| Лучший телевизионный сериал (драма)                                     | • Династия / Dynasty                                                                       |                                                                                        |
| Лучший телевизионный сериал (драма)                                     | • Полиция Майами: Отдел нравов / Miami Vice                                                |                                                                                        |
| Лучший телевизионный сериал (драма)                                     | • Сент-Элсвер / St. Elsewhere                                                              |                                                                                        |
| Лучший телевизионный сериал (комедия или мюзикл)                        | • Золотые девочки / The Golden Girls                                                       | • Золотые девочки / The Golden Girls                                                   |
| Лучший телевизионный сериал (комедия или мюзикл)                        | • Шоу Косби / The Cosby Show                                                               |                                                                                        |
| Лучший телевизионный сериал (комедия или мюзикл)                        | • Семейные узы / Family Ties                                                               |                                                                                        |
| Лучший телевизионный сериал (комедия или мюзикл)                        | • Кейт и Элли / Kate & Allie                                                               |                                                                                        |
| Лучший телевизионный сериал (комедия или мюзикл)                        | • Детективное агентство «Лунный свет» / Moonlighting                                       |                                                                                        |
| Лучший мини-сериал или телефильм                                        | • Драгоценность в короне / The Jewel in the Crown                                          | • Драгоценность в короне / The Jewel in the Crown                                      |
| Лучший мини-сериал или телефильм                                        | • Эймос / Amos                                                                             |                                                                                        |
| Лучший мини-сериал или телефильм                                        | • Ранний мороз / An Early Frost                                                            |                                                                                        |
| Лучший мини-сериал или телефильм                                        | • Смерть коммивояжёра / Death of a Salesman                                                |                                                                                        |
| Лучший мини-сериал или телефильм                                        | • Помнишь ли нашу любовь? / Do You Remember Love                                           |                                                                                        |
| Лучший актёр в драматическом телесериале                                |                                                                                            | • Дон Джонсон — «Полиция Майами: Отдел нравов» (за роль дет. Джеймса «Санни» Крокетта) |
| Лучший актёр в драматическом телесериале                                | • Джон Форсайт — «Династия» (за роль Блейка Кэррингтона)                                   |                                                                                        |
| Лучший актёр в драматическом телесериале                                | • Том Селлек — «Частный детектив Магнум» (за роль детектива Томаса Магнума)                |                                                                                        |
| Лучший актёр в драматическом телесериале                                | • Филип Майкл Томас — «Полиция Майами: Отдел нравов» (за роль детектива Рикардо Таббса)    |                                                                                        |
| Лучший актёр в драматическом телесериале                                | • Дэниел Дж. Траванти — «Блюз Хилл стрит» (за роль капитана Фрэнка Фурилло)                |                                                                                        |
| Лучшая актриса в драматическом телесериале                              |                                                                                            | • Шэрон Глесс — «Кегни и Лейси» (за роль детектива Кристин Кегни)                      |
| Лучшая актриса в драматическом телесериале                              | • Тайн Дейли — «Кегни и Лейси» (за роль детектива Мэри Бет Лейси)                          |                                                                                        |
| Лучшая актриса в драматическом телесериале                              | • Джоан Коллинз — «Династия» (за роль Алексис Кэррингтон Колби)                            |                                                                                        |
| Лучшая актриса в драматическом телесериале                              | • Линда Эванс — «Династия» (за роль Кристл Кэррингтон)                                     |                                                                                        |
| Лучшая актриса в драматическом телесериале                              | • Анджела Лэнсбери — «Она написала убийство» (за роль Джессики Флетчер)                    |                                                                                        |
| Лучший актёр в телесериале (комедия или мюзикл)                         |                                                                                            | • Билл Косби — «Шоу Косби» (за роль д-ра Хитклиффа «Клиффа» Хакстейбла)                |
| Лучший актёр в телесериале (комедия или мюзикл)                         | • Тони Данца — «Кто здесь босс?»                                                           |                                                                                        |
| Лучший актёр в телесериале (комедия или мюзикл)                         | • Майкл Дж. Фокс — «Семейные узы» (за роль Алекса П. Китона)                               |                                                                                        |
| Лучший актёр в телесериале (комедия или мюзикл)                         | • Боб Ньюхарт — «Ньюхарт» (англ.) (за роль Дика Лоудона)                                   |                                                                                        |
| Лучший актёр в телесериале (комедия или мюзикл)                         | • Брюс Уиллис — «Детективное агентство „Лунный свет“» (за роль Дэвида Эддисона)            |                                                                                        |
| Лучшая актриса в телесериале (комедия или мюзикл)                       |                                                                                            | • Сибилл Шеперд — «Детективное агентство „Лунный свет“» (за роль Мадлен «Мэдди» Хэйз)  |
| Лучшая актриса в телесериале (комедия или мюзикл)                       | • Эстель Гетти — «Золотые девочки» (за роль Софии Петрилло)                                |                                                                                        |
| Лучшая актриса в телесериале (комедия или мюзикл)                       | • Беатрис Артур — «Золотые девочки» (за роль Дороти Петрилло Зборнак)                      |                                                                                        |
| Лучшая актриса в телесериале (комедия или мюзикл)                       | • Ру Макклэнахан — «Золотые девочки» (за роль Бланш Деверо)                                |                                                                                        |
| Лучшая актриса в телесериале (комедия или мюзикл)                       | • Бетти Уайт — «Золотые девочки» (за роль Розы Найлунд)                                    |                                                                                        |
| Лучший актёр в мини-сериале или телефильме                              |                                                                                            | • Дастин Хоффман — «Смерть коммивояжёра» (за роль Вилли Ломена)                        |
| Лучший актёр в мини-сериале или телефильме                              | • Ричард Чемберлен — «Рауль Валленберг: Забытый герой» (англ.) (за роль Рауля Валленберга) |                                                                                        |
| Лучший актёр в мини-сериале или телефильме                              | • Ричард Кренна — «Дело Ричарда Бека» (за роль Ричарда Бека)                               |                                                                                        |
| Лучший актёр в мини-сериале или телефильме                              | • Кирк Дуглас — «Эймос» (за роль Эймоса Лашера)                                            |                                                                                        |
| Лучший актёр в мини-сериале или телефильме                              | • Питер Штраусс — «Каин и Авель» (за роль Авеля Росновски)                                 |                                                                                        |
| Лучшая актриса в мини-сериале или телефильме                            |                                                                                            | • Лайза Миннелли — «Время жить» (за роль Мэри-Лу Вайсман)                              |
| Лучшая актриса в мини-сериале или телефильме                            | • Пегги Эшкрофт — «Драгоценность в короне» (за роль Барби Бэтчелор)                        |                                                                                        |
| Лучшая актриса в мини-сериале или телефильме                            | • Джина Роулендс — «Ранний мороз» (за роль Кэйтрин Пирсон)                                 |                                                                                        |
| Лучшая актриса в мини-сериале или телефильме                            | • Марло Томас — «Разрешение на зрелость» (за роль Тесс Линд)                               |                                                                                        |
| Лучшая актриса в мини-сериале или телефильме                            | • Джоан Вудвард — «Помнишь ли нашу любовь?» (за роль Барбары Уайетт-Холлис)                |                                                                                        |
| Лучший актёр второго плана в телесериале, мини-сериале или телефильме   |                                                                                            | • Эдвард Джеймс Олмос — «Полиция Майами: Отдел нравов» (за роль лт. Мартина Кастильо)  |
| Лучший актёр второго плана в телесериале, мини-сериале или телефильме   | • Эд Бегли мл. — «Сент-Элсвер» (за роль д-ра Виктора Эрлиха)                               |                                                                                        |
| Лучший актёр второго плана в телесериале, мини-сериале или телефильме   | • Дэвид Кэррадайн — «Север и Юг» (за роль Джастина ЛаМотта)                                |                                                                                        |
| Лучший актёр второго плана в телесериале, мини-сериале или телефильме   | • Ричард Фарнсуорт — «Преследование» (за роль судьи Петтитта)                              |                                                                                        |
| Лучший актёр второго плана в телесериале, мини-сериале или телефильме   | • Джон Джеймс — «Династия» (за роль Джеффа Колби)                                          |                                                                                        |
| Лучший актёр второго плана в телесериале, мини-сериале или телефильме   | • Джон Малкович — «Смерть коммивояжёра» (за роль Биффа Ломена)                             |                                                                                        |
| Лучший актёр второго плана в телесериале, мини-сериале или телефильме   | • Пэт Морита — «Эймос» (за роль Томми Танаки)                                              |                                                                                        |
| Лучший актёр второго плана в телесериале, мини-сериале или телефильме   | • Брюс Вайц — «Блюз Хилл стрит» (за роль сержанта Мика Белкера)                            |                                                                                        |
| Лучшая актриса второго плана в телесериале, мини-сериале или телефильме |                                                                                            | • Сильвия Сидни — «Ранний мороз» (за роль Беатрис Маккенны)                            |
| Лучшая актриса второго плана в телесериале, мини-сериале или телефильме | • Лесли-Энн Даун — «Север и Юг» (за роль Мэдлин Фебрэ ЛаМотт)                              |                                                                                        |
| Лучшая актриса второго плана в телесериале, мини-сериале или телефильме | • Кэтрин Хелмонд — «Кто здесь босс?» (за роль Моны Робинсон)                               |                                                                                        |
| Лучшая актриса второго плана в телесериале, мини-сериале или телефильме | • Кейт Рид — «Смерть коммивояжёра» (за роль Линды Ломен)                                   |                                                                                        |
| Лучшая актриса второго плана в телесериале, мини-сериале или телефильме | • Инга Свенсон — «Бенсон» (англ.) (за роль мисс Гретчен Виломены Краус)                    |                                                                                        |

### Специальные награды
| Награда                                                     | Лауреаты        | Лауреаты                                                              |
| ----------------------------------------------------------- | --------------- | --------------------------------------------------------------------- |
| Премия Сесиля Б. Де Милля (Награда за вклад в кинематограф) | Барбара Стэнвик | • Барбара Стэнвик                                                     |
| Мисс «Золотой глобус» 1986 (Символический титул)            |                 | • Калиста Кэррадайн — (дочь актёра Дэвида Кэррадайна и Донны Ли Бехт) |